# Sent Breçon
Sent Breçon (en francès Saint-Bresson) és un municipi francès situat al departament del Gard i a la regió d'Occitània.